# The Modern Prodigal (film 1910)
The Modern Prodigal (o The Modern Prodigal: A Story in Symbolism) è un cortometraggio muto del 1910 diretto da David W. Griffith. Prodotto e distribuito dalla Biograph Company, il film - girato a Cuddebackville, New York - uscì nelle sale cinematografiche USA il 29 agosto 1910.

## Produzione
Il film fu prodotto dalla Biograph Company.
Venne girato a Cuddebackville, nello stato di New York.

## Distribuzione
Distribuito dalla Biograph Company, il film - un cortometraggio di una bobina - uscì nelle sale cinematografiche statunitensi il 29 agosto 1910.
La pellicola è stata riversata in un DVD NTSC distribuito dalla Grapevine il 18 giugno 2009, un'antologia di 117 minuti totali dal titolo D.W. Griffith, Director, Volume 6 (1910).